# Mariza Tavares
Mariza Tavares Figueira  mais conhecida com Mariza Tavares (Rio de Janeiro, 20 de outubro de 1958) é uma jornalista e foi diretora-executiva da Rede CBN por 14 anos, durante 2002 e 2016. Também já passou por redações de veículos como Quatro Rodas e Veja. Vencedora do “Troféu Mulher IMPRENSA” das edições 2007 e 2008, na categoria "Diretora ou Editora de Redação".

## Biografia
Mariza Tavares diz não saber qual foi a inspiração para escolher jornalismo, pois não tinha nenhuma referência na família. Ficou dividida entre medicina, sociologia e jornalismo, optando pela última opção pelo amor por leitura e escrita. Formou-se em Jornalismo na UFF (Universidade Federal Fluminense) em 1980 e fez mestrado na UFRJ (Universidade Federal do Rio de Janeiro), recebendo o título de mestre em Comunicação em 1984. O marco da sua trajetória profissional como repórter foi na revista Amiga, onde trabalhou entre 1978 e 1981, na Bloch Editora. Foi subeditora e redatora na editora Vecchi. Entre 1983 e 1987, foi colaboradora das revistas Clínica Médica, Jornal Brasileiro de Medicina, Senecta, Hospital Moderno, Enfermagem Moderna e Quatro Rodas. Em 1987 passou a integrar a Revista Veja, como repórter e posteriormente se tornou editora-assistente.  Em 1989, tornou-se chefe de Reportagem do Segundo Caderno de O Globo. Em 2002, deixou O Globo para assumir a direção da CBN onde também apresentou dois programas: o Notícia em Foco e o 50 Mais CBN. Na área acadêmica, foi professora-bolsista da UFRJ entre 1989 e 1990, lecionando as cadeiras de Redação Técnico-Editorial I, II e III e Editoração I. Atualmente, é professora de Jornalismo da PUC-RJ e posta portal de notícias G1 no qual mantém o blog "Longevidade: modo de usar.

## Prêmios
- Prêmio Esso de Jornalismo na categoria Informação Científica ou Tecnológica (1988)[1]
- Troféu Mulher Imprena - Diretora/Editora de Redação (2007)[1]
- Troféu Mulher Imprena - Diretora/Editora de Redação (2008)[1]